# Piet van der Kuil

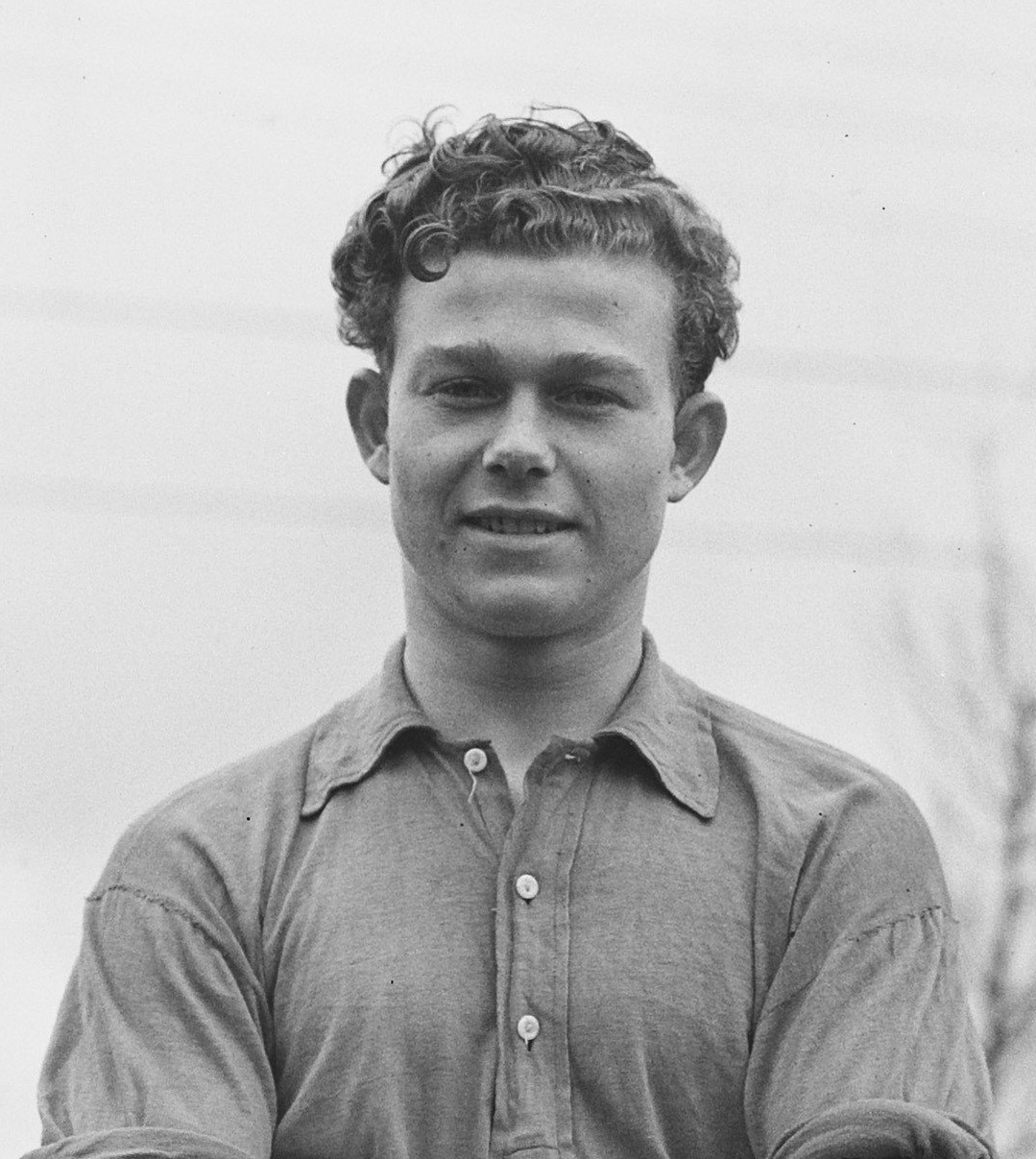
Piet van der Kuil (1952)

Pieter „Piet“ van der Kuil (* 10. Februar 1933 in Velsen, Niederlande) ist ein ehemaliger niederländischer Fußballspieler, der mit Ajax Amsterdam Niederländischer Meister war und 40-mal in der Nationalmannschaft antrat.

## Karriere

### Verein
Piet van der Kuil wuchs während des Zweiten Weltkriegs im von Deutschen besetzten IJmuiden auf, in einer Zeit der Bombardierungen und des Mangels, in der es kaum Freizeitbeschäftigung für die Jugend gab. Ein Fußball war für die Kinder dieser Zeit schon ein Luxus. Van der Kuil erinnerte sich später: 

„Ich war völlig verrückt nach Fußball. Deshalb ging ich oft zur Schlachterei und holte mir Schweinsblasen. Vom Platzwart der VSV erhielt ich dann einen leeren Ball ... da hinein stopfte man dann so eine Schweinsblase, und dann konnten wir Fußballspielen.“

 Die VSV, die Velseroorder SV aus dem heutigen Velsener Ortsteil Velserbroek, war der Verein, in dem seine Laufbahn zu Ende des Zweiten Weltkriegs begann. Schon mit 14 Jahren wurde er in die erste Mannschaft der Velsener berufen und schon nach wenigen Einsätzen durfte er in der U-16-Auswahl des Koninklijke Nederlandse Voetbal Bond (KNVB) spielen. Mit der VSV spielte der Rechtsaußen Anfang der 1950er Jahre in der Eerste klasse, der damaligen höchsten Liga der Niederlande, und wurde hier 1952 Nationalspieler. Als eins seiner Vorbilder gibt er Gé van Dijk an, mit dem er später bei Ajax Amsterdam noch zusammen spielen konnte. Jack Reynolds, englischer Trainer bei Ajax, fragte ihn nach einem Spiel der VSV gegen Ajax, ob er nicht nach Amsterdam kommen wolle. Es war 1955, in der Zeit, als der bezahlte Fußball auch in den Niederlanden Einzug hielt. Ajax zahlte eine Ablösesumme von 17.000 Gulden und van der Kuil wurde einer der „Pioniere“ der Eredivisie und der ersten internationalen Begegnungen Ajax Amsterdams.
Bei Ajax waren die Spieler in den ersten Jahren meist Halbprofis; van der Kuil arbeitete zunächst nebenher halbtags im Oberbekleidungs-Einzelhandel. Im Team spielte er in seiner ersten Spielzeit, noch in der Hoofdklasse, weiter auf Rechtsaußen. Nachdem 1956 Sjaak Swart zur ersten Mannschaft gestoßen war, wechselte er auf die Position des rechten Halbstürmers. Van der Kuil war hier wie später bei PSV der etatmäßige Strafstoßschütze. In der ersten Saison der Eredivisie wurde Amsterdam 1956/57 Meister, mit den Stammkräften Eddy Pieters Graafland im Tor, Wim Anderiesen, Ger van Mourik, Gé van Dijk, Willy Schmidt und van der Kuil, die beide jeweils elf Treffer in der Meistermannschaft erzielten und sich damit hinter Wim Bleijenberg mit 18 Treffern den zweiten Platz teilten. Ajax war damit erstmals für den Europapokal qualifiziert, in dem die Amsterdamer in ihrem ersten Spiel am 20. November 1957, dem Bußtag, den SC Wismut Karl-Marx-Stadt in Aue mit 3:1 besiegten; zwei Tore erzielte van der Kuil. Auch seine Heimpremiere eine Woche später gestaltete der AFC Ajax mit 1:0 erfolgreich. In den beiden Spielzeiten nach der Meisterschaft wurde van der Kuil mit den Ajacieden Dritter und Sechster. Bis Ende der Saison 1958/59 spielte er in Amsterdam.

Da die N.V. Philips’ Gloeilampenfabrieken van der Kuil einen Ausbildungsplatz als Werkzeugmacher anboten, wechselte er vor der Saison 1959/60 zur Philips Sport Vereniging (PSV) nach Eindhoven. Er selbst sagte später, er habe zwischen Feijenoord und PSV auswählen können: 

„Bei Feijenoord konnte ich einen Bäckerladen übernehmen, aber bei PSV wurde ich Vollprofi.“

 Jedenfalls avancierte er bei der PSV zum Publikumsliebling – und zu einem der begehrtesten Spieler, der Angebote von Spitzenvereinen aus Italien und Spanien erhielt. Sein Liebäugeln mit anderen Clubs beantwortete PSV mit einer Disziplinarstrafe, doch lange konnten die Eindhovener ihn nicht mehr halten. In der Saison 1963/64 wechselte van der Kuil zu Blauw-Wit Amsterdam, um anschließend 1966 seine aktive Laufbahn nach zwei Spielzeiten beim SC Telstar, in dem sein Heimatverein VSV mittlerweile durch eine Fusion aufgegangen war, zu beenden.

#### Stationen
- Velseroorder SV (1945–1955)
- AFC Ajax (1955–1959)
- PSV Eindhoven (1959–1963)
- Blauw-Wit Amsterdam (1963/64)
- SC Telstar (1964–1966)

### Nationalmannschaft
Als 14-Jähriger trug Piet van der Kuil erstmals den Oranje-Dress, in der U-16-Auswahl des KNVB. In der U-18-Auswahl stand er nur ein einziges Mal, denn schon 1950 berief ihn die Auswahlkommission des KNVB in den Kader der A-Nationalmannschaft, ohne ihn allerdings zunächst einzusetzen. Sein Debüt gab er keine zwei Monate nach seinem 19. Geburtstag, bei der 2:4-Niederlage am 6. April 1952 in Antwerpen gegen Belgien. Er gehörte in den nächsten Spielen zur Stammformation, war unter anderem bei den Olympischen Spielen 1952 bei der 1:5-Niederlage gegen Brasilien dabei. Seinen ersten Treffer in Oranje erzielte er noch im selben Jahr; beim freundschaftlichen 2:2-Unentschieden am 15. November 1952 in Hull gegen Englands Amateurauswahl sorgte er kurz vor dem Pausenpfiff für die zwischenzeitliche 2:1-Führung der Niederländer. Im März 1953 stand er neben Abe Lenstra und Mick Clavan in der Elf, die gegen Dänemark ein offizielles Länderspiel zugunsten der Opfer der Flutkatastrophe von 1953 bestritten. Bis Mai 1954 stand er zehnmal für die VSV in der Nationalelf, ehe seine Länderspielkarriere einen Knick erlitt. In seinen ersten Jahren bei Ajax kam er im Oranje-Team nicht zum Zuge.
Erst am 28. April 1957, nach fast drei Jahren, kam er unter Bondscoach George Hardwick zu seinem elften Einsatz, erneut gegen Belgien. Von da an absolvierte er allerdings auch unter Verbandstrainer Elek Schwartz bis Oktober 1960 24 Länderspiele in Folge, darunter die fehlgeschlagene WM-Qualifikation und der bis zu jenem Zeitpunkt zweithöchste Sieg der niederländischen Auswahl, ein 9:1-Sieg gegen Belgien. Es war am 4. Oktober 1959 van der Kuils erster Auftritt in Oranje nach dem Wechsel zu PSV. In De Kuip wurden die Belgier von den Niederländern mit der Feijenoord-Achse Eddy Pieters Graafland, Jan Klaassens, Coen Moulijn und Kees Rijvers vom Platz gefegt. Rijvers eröffnete den Torreigen nach zwei Minuten, nur eine Minute später erhöhte Tonny van der Linden, nach sechs Minuten stand es 3:0 durch Faas Wilkes, der auch den vierten Treffer erzielte. Van der Kuil stellte den Pausenstand von 5:0 her. Nach der Pause trafen Wilkes und Klaassens noch jeweils ein- und van der Kuil zweimal, ehe Michel Delire in der 87. Minute der Ehrentreffer gelang.
Die Euphorie nach diesem Spiel wurde allerdings schnell gebremst, denn im nächsten Match, nur 17 Tage später, unterlagen die Niederländer der deutschen Nationalmannschaft in Köln mit 0:7. Bei der „beste[n] deutschen[n] Leistung seit dem WM-Finale von Bern“ hieß der dreifache Torschütze Uwe Seeler. Im Auf und Ab dieses Jahres folgte anschließend in Rotterdam ein 7:1 gegen Norwegen, bei dem van der Kuil sich wieder als Torschütze auszeichnen konnte. Nach der erneut verpassten Qualifikation für die WM 1962 machte er noch zwei Länderspiele, ehe seine internationale Karriere im Oktober 1962 nach 40 Einsätzen zu Ende ging. Insgesamt erzielte er neun Tore für die Niederlande.

## Nach der aktiven Zeit
In den 1970er Jahren war Piet van der Kuil Trainer der zweiten Mannschaft von Ehrendivisionär HFC Haarlem. Ende der 1980er und Anfang der 1990er Jahre arbeitete er als Assistenztrainer beim SC Telstar unter den Trainern Cees Glas und Niels Overweg, war danach Jugendtrainer beim Verein. Seit 2001 betreibt er eine Fußballschule in Velserbroek, die mittlerweile eine Stiftung ist und an der er auch im Jahr 2010 noch als leitender Haupttrainer tätig ist. Nebenbei trainierte er auch die E-Jugendlichen der RKVV Onze Gezellen in Haarlem.